# Pfarrkirche Anif

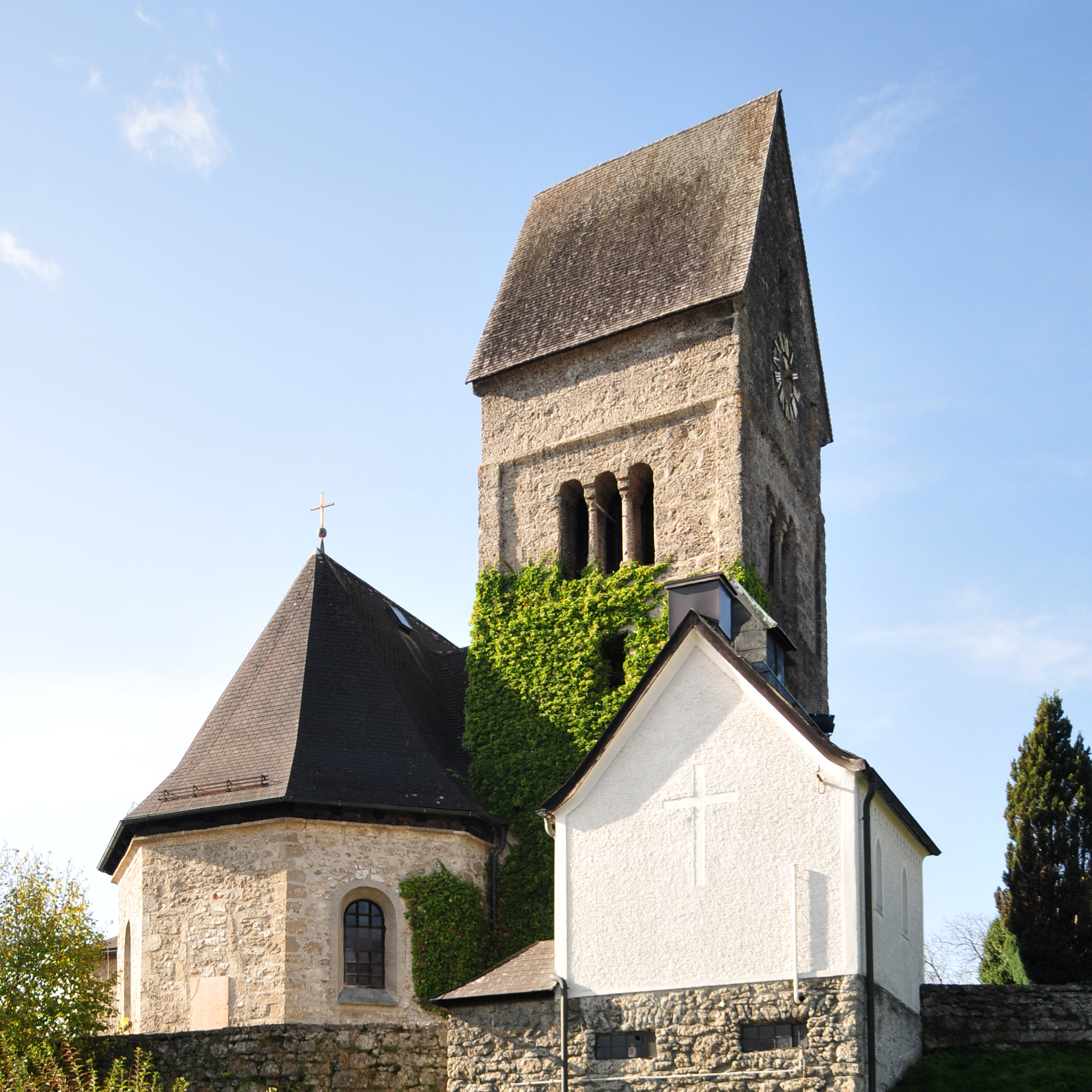
Katholische Pfarrkirche hl. Oswald in Anif

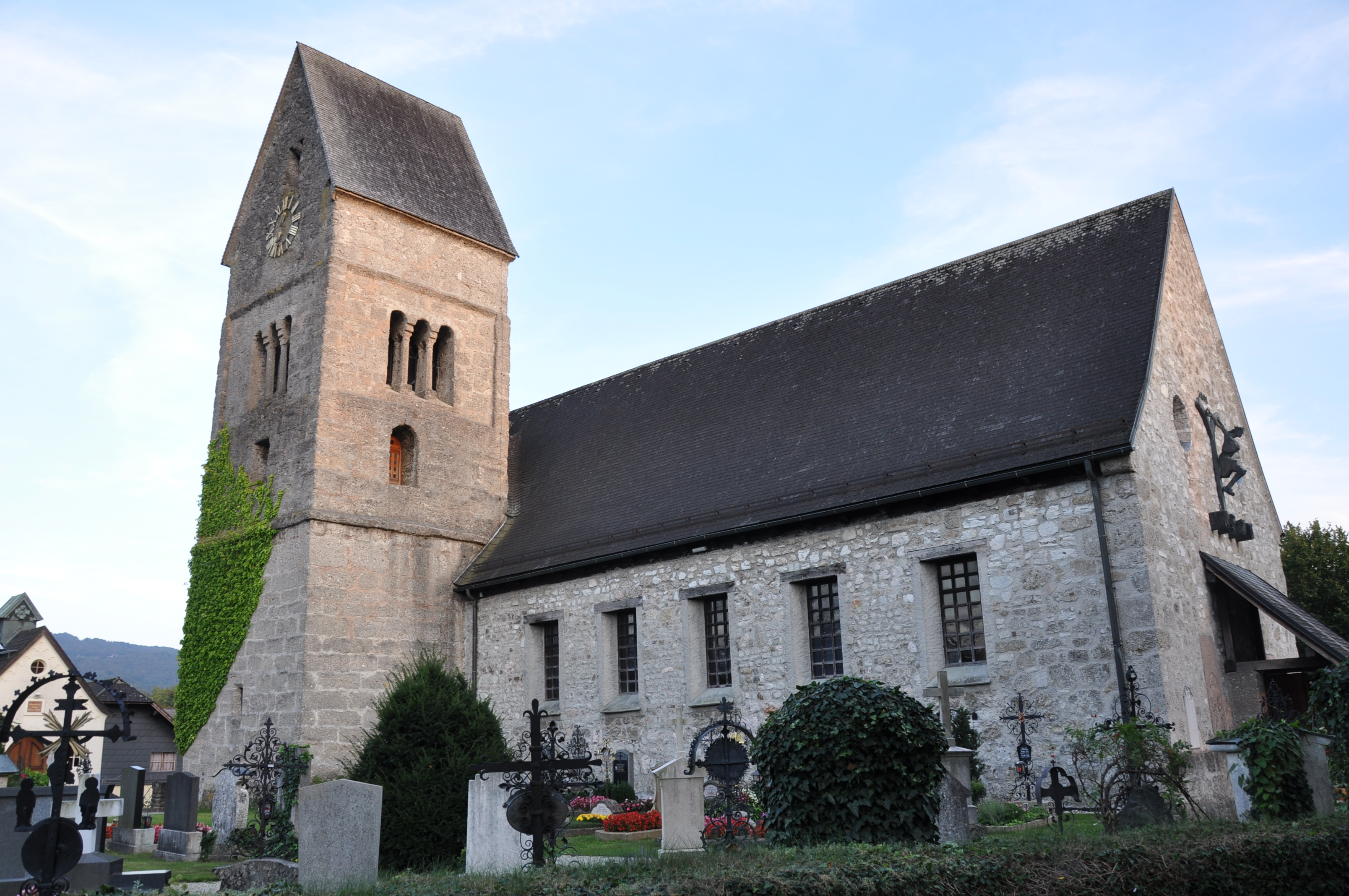
Pfarrkirche Hl. Oswald, Seitenansicht

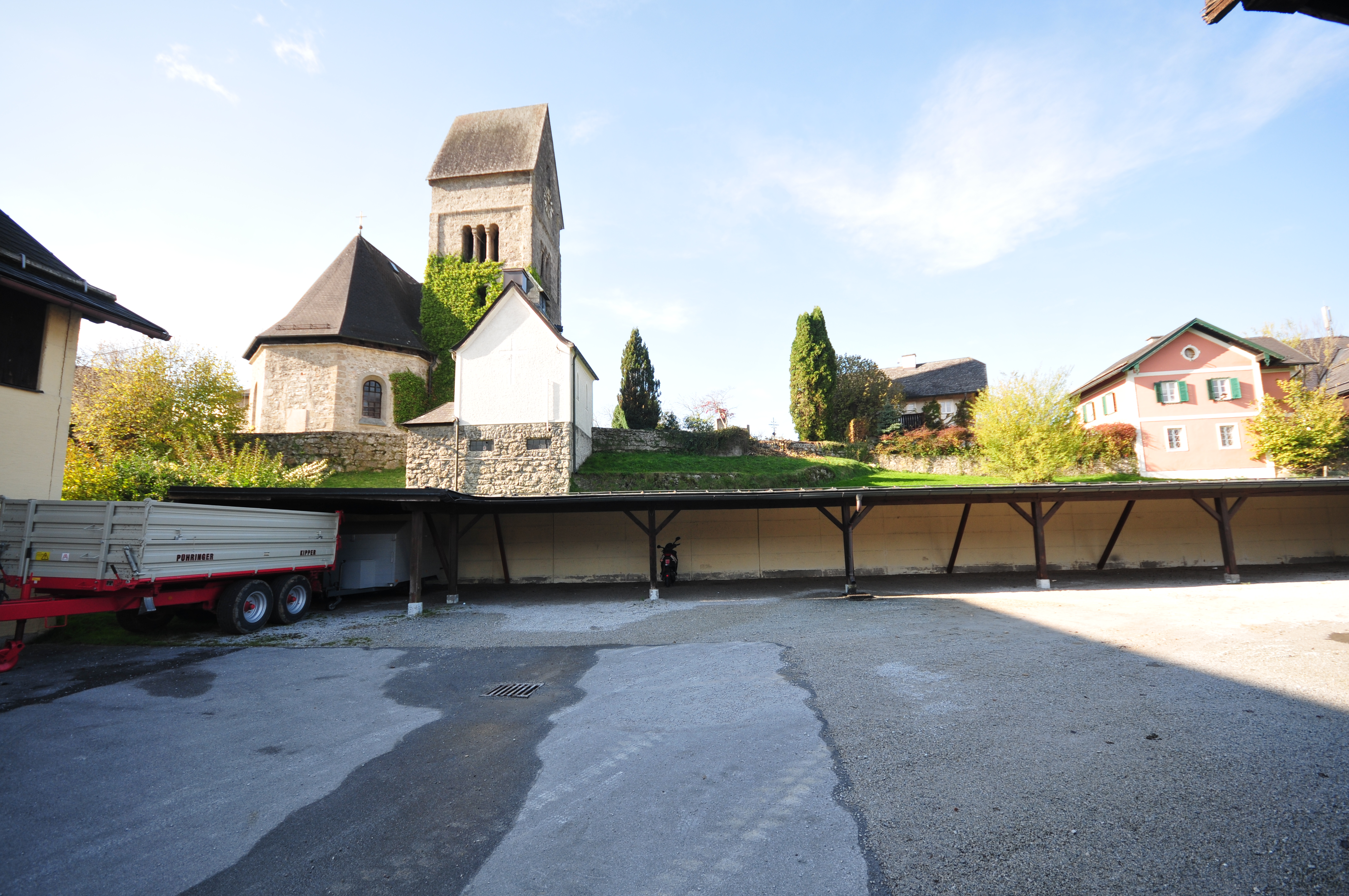
Choransicht

Die römisch-katholische Pfarrkirche Anif steht in der Gemeinde Anif im Bezirk Salzburg-Umgebung im Land Salzburg. Die Pfarrkirche hl. Oswald gehört zum Dekanat Bergheim in der Erzdiözese Salzburg. Die Kirche steht unter Denkmalschutz. Das ortsbildprägende Gebäude ist das Wahrzeichen des Ortes und steht auf einer Anhöhe in der Ortsmitte inmitten eines Friedhofes.

## Geschichte und Architektur

### Geschichte
Eine erste Kirche ad anua Ecclesia cum territario wurde in einem Güterverzeichnis des Bischofs Arno aus den Jahren 788 bis 799 erwähnt. Vermutlich hatte sein Vorgänger Virgil eine kleine Kirche aus Stein oder Holz an einem Hügel über dem Ufer der Salzach errichten lassen. Sie war dem Patrozinium des hl. Oswald unterstellt. Die Abtei St. Peter und das Erzbistum Salzburg trennten sich 987, dabei wurden der Abtei die Kirchen in Grödig und Anif übereignet. Über mehrere Jahrhunderte waren sie der Abtei inkorporiert und wurden von einem, für sie gemeinsamen, Geistlichen betreut. Anif wurde 1191 als matrix ecclesia (Mutterpfarre) genannt. Die Gemeinde wurde 1883 zur Pfarre erhoben und von dem Grafen Aloys von Arco-Stepperg mit Grundbesitz versehen. Die Pfarren Anif und Niederalm werden von einem gemeinsamen Geistlichen betreut.

### Baubeschreibung
Der Chor schließt polygonal und stammt vermutlich aus der Zeit der Spätgotik. Seine Wände sind mit Fresken geschmückt, die 1900 von Josef Gold in nazarenischem Stil gemalt wurden. Auf dem linken Bild wird Des heiligen Oswald erste Königsthat gezeigt, Oswald stellt ein Kreuz als Zeichen für den Sieg des Glaubens auf. Die Landschaft mit Gebirge im Hintergrund hat einen Bezug zum Salzburger Land. Das Bild auf der rechten Seite zeigt Oswald als Wohltäter der Armen. Die Bildunterschrift lautet: Diese Hand, welche Alles mit den Armen theilt, wird nicht verwesen. Bei den drei Männern, die an einem Tisch im Hintergrund gestikulieren, porträtierte Gold den Grafen Moy, den Grafen Arco und den damaligen Pfarrer Georg Reiter. Beide Bilder wurden nach einer Inschrift am linken Bildrand von der Gräfin Pauline Arco-Stepperg und dem Grafen Ernst und Gräfin Sophie Moy, geb. Stepperg gestiftet. Gold bemalte das Bogenfeld über der Turmtür mit Bildern der Salzburger Bischöfe und der Heiligen Rupert und Virgil. In der Zeit um 1887 bis 1896 malte Gold die Deckenfresken über den Chorbogen eine monumental wirkende Kreuzigungsszene, die die gesamte Fläche zwischen dem Tonnengewölbe und dem Bogen ausfüllt. Die Bildmitte prägt der gekreuzigte tote Christus inmitten der zwei Schächer. Maria Magdalena kniet vor dem Kreuz, links davon steht Maria mit einem von Schmerz gezeichneten Gesicht; der Johannes breitet die Arme aus. Der Hintergrund zeigt Jerusalem, aus dem Nikodemus und Joseph von Arimathäa sich der Szenerie nähern. Die beiden Heiligen neben Maria sind vermutlich Maria Salome und Maria Cleophas, die beide zur Heiligen Sippe gehören. Die Darstellung wird durch Schriftgelehrte und Vertreter der Hohepriester und zweier Knechte, die die Kreuzigungsinstrumente wegtragen, bereichert. Soldaten würfeln um das Gewand Christi. Das Tonnengewölbe ist im Westen und im Osten mit vier Deckenmedaillons geschmückt. Es werden das letzte Abendmahl, die Erscheinung Christi unter den Aposteln, die Versuchung Christi in der Wüste und Jesu Taufe im Jordan gezeigt. Die Szenen aus dem Marienleben zeigen die Verlobung mit Joseph, die Verkündung des Erzengels Gabriel an Maria und Mariä Heimsuchung. Das mittlere Fresko zeigt die Marienkrönung Die Marienfresken wurden in Grisailletechnik ausgeführt.
Die Form und Ausdehnung des Langhauses stammt aus einer wegen Bauschäden notwendigen Erneuerung im Jahr 1840. Von den Außenmauern wurde 1969 bei einer Modernisierungsmaßnahme der Putz entfernt. Anfang der 1970er Jahre wurde der Taufort neu eingerichtet. Der Seitenaltar mit dem Bild des Isidor wurde an die Seitenwand des Hauptschiffes gerückt und durch den neuen von Jakob Adlhart gefertigten Taufstein ersetzt sowie durch eine Christusstatue ergänzt. Der andere Seitenaltar wurde ebenfalls entfernt und durch eine monumentale Skulptur von Adlhart ersetzt. Im Presbyterium wurden die Fresken übermalt und der alte Kreuzweg abgebaut. Die Glasfenster im Chorraum mit den Darstellungen der Maria und des Herzen Jesu wurden ausgebaut und durch neutrale Verglasungen ersetzt. Für Opferkerzen wurde eine Nische eingebrochen. Das ursprüngliche Betgestühl mit neogotischer Ornamentik wurde durch ein schnörkelloses Gestühl ersetzt. Die Kanzel wurde abgebrochen und nicht erneuert. Die rundbogigen Fenster wurden zu längsrechteckigen umgebaut. Unter dem Dachgesims befanden sich neoromanische Blendarkaden, sie wurden abgebrochen. Die vom Holzwurm zerfressene Orgel wurde ebenso wie die Empore abgetragen. Im Rahmen einer Renovierung von 1996 bis 1999 wurde der gesamte Innenraum renoviert und die Sakristei saniert. In der Nähe des Taufsteins wurde in einer Nische ein Aufbewahrungsort für die Heiligen Öle eingerichtet. Die Orgelempore wurde in dieser Zeit erneuert.

#### Turm
Der Turm – vor einiger Zeit aufgrund seiner wuchtigen Bauform, den Mauern aus Konglomeratblöcken und seiner Triforien als spätromanisch eingestuft – stammt archivalischen Untersuchungen zufolge der spätgotischen Zeit. Die Errichtung des Sockelgeschoßes geht auf den dem Stift St. Peter in Salzburg zugehöriger Magister Johannes murator erwähnt, der 1442 für den Turm in Anif einen guten Grundpfeiler machte. Item Magister Johannes murator noster faciet. Der Turm steht auf einem quadratischen Grundriss mit einer Seitenlänge von 6,80 Metern, er wurde bei der Renovierung von 1996 bis 1999 saniert.

## Ausstattung

### Geläut
Das Glockengeläut besteht aus sechs Glocken:
| Glocke | Name               | Gussjahr | Gießer                               | Gewicht ca. | Nominal |
| ------ | ------------------ | -------- | ------------------------------------ | ----------- | ------- |
| 1      | Hl. Dreifaltigkeit | 1972     | Glockengießerei Oberascher, Salzburg | 3450 kg     | b0      |
| 2      | Muttergottesglocke | 1972     | Glockengießerei Oberascher, Salzburg | 1700 kg     | d1      |
| 3      | Hl. Josef          | 1972     | Glockengießerei Oberascher, Salzburg | 1000 kg     | f1      |
| 4      | Hl. Oswald         | 1972     | Glockengießerei Oberascher, Salzburg | 0700 kg     | g1      |
| 5      | Schutzengelglocke  | 1972     | Glockengießerei Oberascher, Salzburg | 0420 kg     | b1      |
| 6      | Sterbeglocke       | 1845     | nicht überliefert                    |             | um d2   |

### Orgel
Die Orgel wurde 1983 von Johann Pirchner aus Steinach in rein mechanischer Bauart, nach den Prinzipien des klassischen Orgelbaues gebaut. Einundzwanzig Stimmen verteilen sich auf das Hauptwerk, das Unterwerk und Pedal.
Die Schleierbretter des Prospektes in seiner traditionellen, klassizistischen Formgebung, wurden von dem Restaurator Josef Ghezzi entworfen, er bezog sich auf das Vorbild der Orgel von Maurach aus dem Jahr 1870. Den Orgelprospekt baute der Bildhauer Josef Plattner aus Axams.

### Sonstige Ausstattung
- Der Hochaltar wurde 1840 gebaut. Das dominierende Altarbild von 1866 zeigt den hl. Oswald mit den Attributen Kreuz und Rabe, darunter eine Ansicht von Anif. Es wurde von Sebastian Stief gemalt. Die Tabernakeltüren sind mit der Verkündigung an Maria geschmückt. Der Altar ist mit verschiedenen Figuren ausgestattet, die qualitätsvollste ist die des Christophorus, die dem Schnitzstil des Hans Waldburger nachempfunden ist, sie stammt aus der ersten Hälfte des 17. Jahrhunderts. Der Altar wird in der Fastenzeit von einem unter Federführung von Veronika Erhard angefertigten Tuch verhüllt. Im Mittelteil zeigen stilisierte Hände von oben nach unten. Eine Christussilhouette mit Segens- und Friedensgruß vervollständigt das Tuch.[20]
- Den Volksaltar fertigte 1969 der Bildhauer Jakob Adlhart aus Hallein an. Der Künstler baute auch im selben Jahr den Zelebrationsaltar, der mit Reliefs der Evangelisten geschmückt ist.
- Die Ölgemälde mit den Darstellungen der Notburga von Rattenberg und des Isidor von Madrid malte der Salzburger Nazarenermaler Josef Rattensperger 1843; sie waren ursprünglich Bilder von Seitenaltären.[21]
- Über dem Eingangspultdach hängt ein Kruzifix aus Bronze.[22]
- An den Außenwänden sind verschiedene Grabsteine zu sehen, so ein Wappengrabstein für den 1788 verstorbenen Paul Waßner von Waßenau, der Pfleger und Rat in Anif war. Die Grabsteine für den Amtmann Hans Überacker, verstorben 1505 und der Maria Carolina Augusta, Gräfin von Überacker, verstorben 1750, waren ursprünglich in den Fußboden der Kirche eingelassen. Der Stein für den Pfarrer Jörg Schrader, verstorben 1515, wurde aus Rotem Marmor angefertigt.[23]
- In der Friedhofsmauer wurde der Deckel einer Aschenurnenkiste aus der Zeit des dritten Jahrhunderts entdeckt. Er wird im Außenbereich auf einem erneuerten Podest ausgestellt.[24]
- Die Monstranz wurde 1756 von Egidius Hablitschek aus Tittmoning geschaffen. Der Fuß ist kreisrund und mit Rocaillen verziert, auch der vasenförmige Nodus weist Rocaillen auf. Die vergoldeten Rocaillen um das Lunula-Gehäuse sind mit bunten Steinen besetzt. Das Gehäuse ist von einem Strahlenkranz umgeben. im oberen Teil thront Gottvater, er sitzt unter einem Baldachin. Rechts davon ist Virgil mit einem doppeltürmigen Turm dargestellt und links Oswald als König. Der Strahlenkranz wird von einem Kreuz bekrönt.[25]
- Nicolaus Mudet starb 1656, er war Einsiedler der ehemaligen Klause von Hellbrunn. Seine Grabplatte befindet sich an der Südwand des Chores.
- Jakob Adlhart fertigte 1972 einen Kreuzweg in seinem nachexpressionistischen Stil an. Die geschnitzten Reliefs sind nicht gefasst.
- Jakob Adlhart baute 1969 eine neue Weihnachtskrippe, sie wird jedes Jahr um die Weihnachtszeit aufgestellt. Die ehemalige Krippe, im Inventarverzeichnis der Kirche mit etlichen Fotos abgebildet, wird in der Sakristei gelagert.
Von der alten Krippe sind 58 Figuren erhalten, darunter Ochs und Esel, ein Elefant und zahlreiche Schafe. Der Mittelpunkt waren zwei Tempelarchitekturen, in denen und um diese herum die Figuren aufgestellt wurden. Die Menschenfiguren sind mit Brokatstoffen, Samt und Seide und anderen Materialien, wie Spitzen Gold- und Silberborten bekleidet. Die Köpfe sind entweder aus Wachs modelliert oder in Holz geschnitzt und tragen zum Teil Glasaugen und Naturhaar. Die Grundgerüste werden aus Gliederpuppen gebildet. Solche Krippen waren im 17. und 18. Jahrhundert typisch für Pfarrkirchen.[26]

## Kapelle
Die Kapelle im Schloss Anif gehört zur Pfarre. Sie wurde von 1693 bis 1804 als Sommersitz der Bischöfe des Suffraganbistums Chiemsee genutzt. Danach ging sie in Privatbesitz über. Die Kapelle wurde 1955 an den heutigen Standort transloziert, sie befindet sich im Besitz der Stadtgemeinde und wurde 1960 eingeweiht.